# President del Partit Comunista de la Xina
El President del Comitè Central del Partit Comunista de la Xina (xinès simplificat: 中国 共产党 中央 委员会 主席; xinès tradicional: 中國 共產黨 中央 委員會 主席; pinyin: Zhōngguó Gòngchǎndǎng Zhōngyāng Wěiyuánhuì Zhǔxí; anglès: Chairman of the Communist Party of China) va ser la posició de màxima autoritat del Partit Comunista de la Xina (PCX). El 1982 va ser eliminada per Secretari General del Comitè Central.

## Història i funcions
Entre 1922 i 1925, Chen Duxiu, el secretari del partit, va exercir de President del Comitè Executiu Central (xinès simplificat: 中央 委行 委员会 委员长; xinès tradicional: 中央 執行 委員會 委員長), però el nom va ésser canviat pel de Secretari General del Comitè Executiu Central el 1925. El càrrec com a tal es va introduir per primera vegada el març de 1943, quan el Buró Polític va decidir destituir a Zhang Wentian com a Secretari General. El seu successor, Mao Zedong, havia estat el líder de facto del partit des de la Llarga Marxa i va ésser nomenat President del Buró Polític del Comitè Central del PCX (xinès simplificat: 中国 共产党 中央 政治局 主席; xinès tradicional: 中國 共產黨中央 政治局 主席). En el 7è Congrés Nacional de PCX es va introduir el càrrec de President del Comitè Central en la Constitució del Partit, i el 1956 el Secretari General va prendre les funcions de la Secretaria del Partit. El President va ser escollit pel Comitè Central en sessió plenària i tenia plenes competències sobre el CC, el Politburó i el seu Comitè Permanent.
La Constitució del Partit de 1956 va introduir el càrrec de vicepresident, que des de 1945 havia estat exercida pels membres de la Secretaria. Liu Shaoqi va ser el vicepresident de més rang de 1956 a 1966.
La Constitució del Partit de 1969 (adoptada pel 9è Congrés Nacional) va fixar el càrrec de vicepresident a només una sola persona, per donar més autoritat a Lin Biao com a successor de Mao. La Constitució de 1973 (adoptada pel 10è Congrés) va tornar a introduir la vicepresidència col·lectiva. El 1976, Hua Guofeng va ser nomenat Primer Vicepresident del Comitè Central.
La Constitució del Partit de 1975 va reforçar la influència del Partit en l'estat que va introduint l'article 15 en que s'especificava que "el president del Comitè Central del Partit Comunista de la Xina lidera totes les forces armades del país". Aquests canvis van ser revertits a la Constitució de 1982 que va col·locar el Partit per sota l'Estat.
Encara que Hua Guofeng va succeir a Mao com a president del partit, el 1978 havia perdut el poder en favor del vicepresident Deng Xiaoping, reconegut com el líder de facto de la Xina.
El càrrec de President va ser abolit en 1982, i la majoria de les seves funcions van ser traslladades a la posició del Secretari General. El moviment es va fer per tal de distanciar el país de la política maoista. Concretament, Deng Xiaoping i altres líders del Partit volien impedir que un altre líder pogués obtenir mai tant poder com el que havia aconseguit Mao.

## Llista dels presidents
| No..               | Retrat                                                      | Nom                                               | Inici                                             | Fi                                                |
| 1                  | President del Comitè Executiu Central (1922–1925)           | President del Comitè Executiu Central (1922–1925) | President del Comitè Executiu Central (1922–1925) | President del Comitè Executiu Central (1922–1925) |
| ------------------ | ----------------------------------------------------------- | ------------------------------------------------- | ------------------------------------------------- | ------------------------------------------------- |
| 1                  | A man wearing dark clothes, starring straight at the camera | Chen Duxiu (1879–1942)                            | 1922                                              | 1925                                              |
| Abolit (1925–1943) |                                                             |                                                   |                                                   |                                                   |
| 1                  | President del Central Politburo (1943–1956)                 | President del Central Politburo (1943–1956)       | President del Central Politburo (1943–1956)       | President del Central Politburo (1943–1956)       |
| 1                  |                                                             | Mao Zedong (1893–1976)                            | 20 de març de 1943                                | 28 de setembre de 1958                            |
| 1                  | President del Comitè Central (1945–1982)                    |                                                   |                                                   |                                                   |
| 1                  |                                                             | Mao Zedong (1893–1976)                            | 19 de juny de 1945                                | 9 de setembre de 1976                             |
| 2                  | A man wearing dark clothes, starring straight at the camera | Hua Guofeng (1921–2008)                           | 7 d'octubre de 1976                               | 28 de juny de 1981                                |
| 3                  | A man wearing dark clothes, starring straight at the camera | Hu Yaobang (1915–1989)                            | 29 de juny de 1981                                | 11 de setembre de 1982                            |

## Llista del vicepresidents
- 8è Comitè Central (1956–1969)
  - Liu Shaoqi (Expulsat el 1968), Zhou Enlai, Zhu De, Chen Yun, Lin Biao (des de 1959).
- 9è Comitè Central (1969–1973)
  - Lin Biao (Mort el 1971).
- 10è Comitè Central (1973–1977)
  - Hua Guofeng (Primer vicepresident fins al 6 abril 1976, President des del 9 setembre), Zhou Enlai (mort el 1976), Wang Hongwen (arrestat el 1976), Kang Sheng (mort el 1975), Li Desheng, Ye Jianying, Deng Xiaoping (del 1975 al 1976).
- 11è Comitè Central (1977–1982)
  - Ye Jianying, Deng Xiaoping, Chen Yun, Li Xiannian, Wang Dongxing, Hua Guofeng (de 1981), Zhao Ziyang (de 1981).